# Ircinia akaroa
Ircinia akaroa är en svampdjursart som beskrevs av Cook och Patricia R. Bergquist 1999. Ircinia akaroa ingår i släktet Ircinia och familjen Irciniidae. Inga underarter finns listade i Catalogue of Life.